# Emmanuelle Wargon
Emmanuelle Wargon, nascida Emmanuelle Stoléru, (nascida em 1971) é uma funcionária pública, lobista e política francesa.
Depois de ocupar vários cargos administrativos no Ministério da Saúde, ingressou no Grupo Danone como Diretora de Comunicações e Assuntos Públicos, o que a levou ao lobby da indústria, incluindo questões ambientais. Em 16 de outubro de 2018, foi nomeada Vice-Ministra da Habitação do Ministro da Transição Ecológica e Solidária. Em 6 de julho de 2020, foi nomeado o ministro do governo responsável pela habitação, Jean Castex.
Emmanuelle Wargon formou-se na HEC Paris, Sciences Po Paris e ENA.